# Redwall
Redwall är en ungdomsboksserie av fantasykaraktär författad av Brian Jacques. Den första boken i serien utkom 1986. Redwall är även namnet på det kloster bokserien kretsar kring, samt namnet på en tecknad TV-serie baserad på böckerna.
Grundhistorien handlar om ett kloster som bebos av möss. Dessa möss är vänliga och hjälpsamma och lever i frid och harmoni, men alltför ofta attackeras deras trygga tillvaro av onda djur såsom råttor, vesslor, lekatter och rävar. Men klostret brukar trots sin fredliga läggning alltid värja sig mot angreppen med hjälp av alla andra djur som bor runt klostret. Till dessa djur hör igelkottar, grävlingar, harar (vilka utmärker sig genom att vara både farliga slagskämpar men även obotliga matvrak), mullvadar, uttrar och ekorrar. 
Böckerna är inte skrivna i kronologisk ordning utan äventyren hoppar i tiden och karaktärerna är stundom nya, med många referenser till karaktärer och händelser i de andra böckerna i serien. Den enda som alltid återkommer är klostrets mystiske grundare, Martin Krigaren, vilken ofta återkommer när klostret är i fara och uppträder då i djurens drömmar för att varna och ge goda råd. Martin är protagonist i tre av seriens böcker: Martin Krigaren, Mossblomma och The Legend of Luke (varav den sistnämnda ej har blivit översatt till svenska).
Författaren Brian Jacques var engelsman, vilket märks på de färgsprakande matbeskrivningar som ofta återkommer i böckerna. Böckerna är skrivna på ett kärleksfullt och humoristiskt sätt men detta hindrar inte spänningen och mystiken att framträda.

## Böcker
Det finns tjugotvå böcker varav tio är översatta till svenska. Böckerna är skrivna i följande ordning:
| Nr | Originaltitel och utgivningsår | Svensk titel och utgivningsår                                        |
| -- | ------------------------------ | -------------------------------------------------------------------- |
| 1  | Redwall, 1986                  | Redwall - Cluny Gisslaren, 2000                                      |
| 2  | Mossflower, 1988               | Mossblomma - del 1, 2002 Mossblomma - del 2, 2002                    |
| 3  | Mattimeo, 1989                 | Mattimeo - Slagar den Grymme, 2000 Mattimeo - General Järnnäbb, 2000 |
| 4  | Mariel of Redwall, 1991        | Mariel, klockmakarens dotter, 2003                                   |
| 5  | Salamandastron, 1991           | Salamandastron, 2004                                                 |
| 6  | Martin the Warrior, 1993       | Martin Krigaren, 2001                                                |
| 7  | The Bellmaker, 1994            | Josef, klockmakaren, 2003                                            |
| 8  | Outcast of Redwall, 1995       | Solblixt Stavbäraren, 2001                                           |
| 9  | The Pearls of Lutra, 1996      | Lutras Pärlor, 2004                                                  |
| 10 | The Long Patrol, 1997          | Långa Patrullen, 2005                                                |
| 11 | Marlfox, 1998                  |                                                                      |
| 12 | The Legend of Luke, 1999       |                                                                      |
| 13 | Lord Brocktree, 2000           |                                                                      |
| 14 | The Taggerung, 2001            |                                                                      |
| 15 | Triss, 2002                    |                                                                      |
| 16 | Loamhedge, 2003                |                                                                      |
| 17 | Rackety Tam, 2004              |                                                                      |
| 18 | High Rhulain, 2005             |                                                                      |
| 19 | Eulalia!, 2007                 |                                                                      |
| 20 | Doomwyte, 2008                 |                                                                      |
| 21 | The Sable Quean, 2010          |                                                                      |
| 22 | The Rogue Crew, 2011           |                                                                      |

Den kronologiska ordningen som böckerna utspelar sig i är som följande:
| Nr | Originaltitel       |
| -- | ------------------- |
| 1  | Lord Brocktree      |
| 2  | Martin the Warrior  |
| 3  | Mossflower          |
| 4  | The Legend of Luke  |
| 5  | Outcast of Redwall  |
| 6  | Mariel of Redwall   |
| 7  | The Bellmaker       |
| 8  | Salamandastron      |
| 9  | Redwall             |
| 10 | Mattimeo            |
| 11 | The Pearls of Lutra |
| 12 | The Long Patrol     |
| 13 | Marlfox             |
| 14 | The Taggerung       |
| 15 | Triss               |
| 16 | Loamhedge           |
| 17 | Rackety Tam         |
| 18 | High Rhulain        |
| 19 | Eulalia!            |
| 20 | Doomwyte            |
| 21 | The Sable Quean     |
| 22 | The Rogue Crew      |